# Studio Add
Studio Add Co., Ltd. (有限会社スタジオアド Yūgen-gaisha Sutajio Ado?), es un estudio de animación japonés fundado en 1992.

## Historia
Studio Add fue fundado por Shigeru Katō, quien actualmente se desempeña como director representativo. Se estableció en 1992 y se convirtió en corporativo en 1999. Su oficina central se encuentra en Sakado, Saitama, Japón.
Su primer trabajo como animador principal, en coproducción junto a Shin-Ei Animation, es la adaptación a serie de televisión de anime de la novela ligera Chiyu Mahō no Machigatta Tsukai-kata.

## Obras

### Series de televisión
| Año  | Título                               | Director       | Fecha de primera transmisión | Fecha de última transmisión | Eps. | Notas | Refs.                   |
| ---- | ------------------------------------ | -------------- | ---------------------------- | --------------------------- | ---- | --- | ----------------------- |
| 2023 | Chiyu Mahō no Machigatta Tsukai-kata | Takahide Ogata | 6 de enero 2024              | 30 de marzo de 2024         | 13   | Adaptación de las novelas ligeras escritas por Kurokata e ilustradas por KeG. Coproducción junto a Shin-Ei Animation. | [ 3 ] [ 4 ] [ 5 ] [ 6 ] |

### Como colaborador
- Honzuki no Gekokujō (producción principal: Ajia-do Animation Works; Cooperación de producción de animación (eps. 3, 6, 11), 2019)[7][2]
- Hachinan tte, Sore wa Nai Deshō! (producción principal: Shin-Ei Animation, SynergySP; Cooperación de producción de animación (eps. 5, 11), 2020)[8][2]
- Honzuki no Gekokujō 2nd Season (producción principal: Ajia-do Animation Works; Asistencia de producción de animación (eps. 15, 18, 21, 24), 2020)[9][2]
- Spy × Family Part 2 (producción principal: Wit Studio, CloverWorks; Animación intermedia (ep. 13), 2022)[10][2]
- My Hero Academia 6 (producción principal: Bones; Animación final (ep. 122), Animación intermedia (ep. 116), 2022)[11][2]
- Kakkō no Iinazuke (producción principal: Shin-Ei Animation, SynergySP; Animación (ep. 13), Asistencia de producción de animación (eps. 5, 10), 2022)[12][2]